# Ruben Bemelmans
Ruben Bemelmans (Genk, 14 de gener de 1988) és un tennista professional retirat i entrenador belga.
En el seu palmarès hi ha un títol de dobles en el circuit ATP, ja que la major part de la seva carrera l'ha desenvolupat en l'ATP Challenger Tour. Les seves posicions més altes als rànquings de l'ATP són el núm. 84 al rànquing individual, assolit el setembre de 2015, i el núm. 128 en dobles, aconseguit l'octubre de 2012. Va formar part de l'equip belga de Copa Davis durant molts anys, i va participar en les edicions de 2015 i 2017, en les quals l'equip belga en fou finalista.

## Palmarès

### Dobles masculins: 1 (1−0)
| Llegenda                          |
| --------------------------------- |
| Grand Slams (0−0)                 |
| ATP Finals (0−0)                  |
| ATP World Tour Masters 1000 (0−0) |
| ATP World Tour 500 (0−0)          |
| ATP World Tour 250 (1−0)          |

| Títols per superfície |
| --------------------- |
| Dura (1−0)            |
| Gespa (0−0)           |
| Terra batuda (0−0)    |

| Resultat  | Núm. | Data                 | Torneig                   | Superfície | Parella        | Oponents                  | Marcador            |
| --------- | ---- | -------------------- | ------------------------- | ---------- | -------------- | ------------------------- | ------------------- |
| Guanyador | 1.   | 29 de juliol de 2012 | Los Angeles, Estats Units | Dura       | Xavier Malisse | Jamie Delgado Ken Skupski | 7−6(5), 4−6, [10−7] |

### Equips: 3 (0−3)
| Resultat  | Núm. | Data                      | Torneig                      | Superfície       | Equip                                      | Oponents                                                      | Marcador |
| --------- | ---- | ------------------------- | ---------------------------- | ---------------- | ------------------------------------------ | ------------------------------------------------------------- | -------- |
| Finalista | 1.   | 8 de gener de 2011        | Hopman Cup, Perth, Austràlia | Dura             | Justine Henin                              | B. Mattek-Sands John Isner                                    | 1−2      |
| Finalista | 2.   | 27-29 de novembre de 2015 | Copa Davis, Gant, Bèlgica    | Terra batuda (i) | Kimmer Coppejans Steve Darcis David Goffin | Kyle Edmund Andy Murray Jamie Murray James Ward               | 1−3      |
| Finalista | 3.   | 24-26 de novembre de 2017 | Copa Davis, Lilla, França    | Dura (i)         | Joris De Loore Steve Darcis David Goffin   | Richard Gasquet P-H. Herbert Lucas Pouille Jo-Wilfried Tsonga | 2−3      |

## Trajectòria

### Individual
| Open d'Austràlia | Q1  | Q1  | A   | Q1  | 1R  | Q3  | 1R   | Q3  | Q1  | 2R   | Q1  | A   | 0 / 3   | 1 – 3   |
| Roland Garros | Q1  | Q2  | Q1  | Q2  | Q2  | Q2  | 1R   | Q2  | Q1  | 2R   | Q1  | Q3  | 0 / 2   | 1 – 2   |
| Wimbledon | Q3  | Q1  | 1R  | 2R  | Q3  | Q2  | 1R   | 1R  | 3R  | 2R   | 1R  | NC  | 0 / 7   | 4 – 7   |
| US Open | Q2  | Q3  | Q2  | Q2  | Q1  | Q2  | 3R   | Q1  | 1R  | 1R   | Q2  | A   | 0 / 3   | 2 – 3   |
| Total Victòries−Derrotes | 0−0 | 1−5 | 1−5 | 4−6 | 4−6 | 0−2 | 3−10 | 2−2 | 6−5 | 6−16 | 0−2 | 1−1 | 29 – 60 | 29 – 60 |
| Rànquing a final d'any | 185 | 178 | 160 | 111 | 148 | 176 | 109  | 167 | 118 | 119  | 260 | 227 |         |         |
| Llegenda: G: Guanyador; F: Finalista; SF: Semifinalista; QF: Quarts de final; Q: Qualificació; A: Absent; RR: Round Robin; NC: No celebrat |     |     |     |     |     |     |      |     |     |      |     |     |         |         |